# Fidelizm
Fidelizm (również castroizm i castryzm) – forma socjalizmu panującego na Kubie, rządzonej przez Fidela Castro.

## Założenia
Fidel Castro ogłosił się „socjalistą, marksistą i leninistą”. Jako marksista i leninista, Castro mocno wierzył w przekształcanie Kuby i całego świata z systemu kapitalistycznego, w którym jednostki są właścicielami środków produkcji w system socjalistyczny, w którym środki produkcji są własnością robotników. W pierwszym z nich istnieje podział klasowy pomiędzy bogatymi klasami, które kontrolują środki produkcji (tj. Fabryki, gospodarstwa rolne, media itp.), a biedniejszymi klasami pracującymi, którzy na nich pracują, podczas gdy w tym drugim występuje zmniejszający się podział klasowy, podczas gdy państwo więdnie, tworząc komunizm.

## Wpływ na ideologię
Castro opisał dwie postacie historyczne jako mające szczególny wpływ na jego polityczne poglądy: kubański antyimperialistyczny rewolucjonista José Martí (1853-1895) oraz niemiecki socjolog i najważniejszy teoretyk komunizmu Karol Marks (1818-1883). Komentując wpływ Martíego powiedział, że „ponad wszystko”, przejął jego poczucie etyki, ponieważ:
Kiedy wypowiedział to zdanie, nigdy nie będę w stanie zapomnieć – „Cała chwała na świecie mieści się w ziarnku kukurydzy” – wydawało mi się to niezwykle piękne, w obliczu całej próżności i ambicji, które wszędzie widziałem, i przeciwko czemu my, rewolucjoniści, musimy być nieustannie czujni. Przyjąłem tę etykę. Etyka, jako sposób zachowania, jest niezbędna, bajeczny skarb. „Jaki talent i umiejętności! Jaka myśl, jaka determinacja, jaka siła moralna! Sformułował doktrynę, zaproponował filozofię niezależności i wyjątkową humanistyczną filozofię”. Fidel Castro o Jose Martim w 2009 roku.
Z drugiej strony, wpływ, jaki Castro przyjął od Marksa, był jego „koncepcją tego, czym jest ludzkie społeczeństwo”, bez którego, jak twierdził Castro, „nie można sformułować żadnego argumentu, który prowadzi do rozsądnej interpretacji wydarzeń historycznych”.

## O Związku Radzieckim i jego przywódcach
Chociaż leninista, Castro pozostał krytyczny wobec marksistowsko-leninowskiego Józefa Stalina, który był premierem Związku Radzieckiego w latach 1941–1953. Zdaniem Castro, Stalin „popełnił poważne błędy – każdy wie o jego nadużyciu władzy, represjach i cechach osobistych i kulcie osobowości”, a także uważał, że jest odpowiedzialny za inwazję na Związek Radziecki nazistowskich Niemiec w 1941 roku. W tym samym czasie Castro uważał również, że Stalin „wykazał się olbrzymią zasługą w uprzemysłowieniu kraju” i „w przenoszeniu przemysłu wojskowego na Syberię”, co uważał za „decydujące czynniki” w pokonaniu nazizmu.

## O Izraelu i antysemityzmie
We wrześniu 2010 roku The Atlantic zaczął wydawać serię artykułów Jeffreya Goldberga na podstawie obszernych i szeroko zakrojonych wywiadów Goldberga i Julii E. Sweig z Castro, z których pierwsza trwała pięć godzin. Castro skontaktował się z Goldbergiem po przeczytaniu jednego z artykułów Goldberga na temat tego, czy Izrael rozpocznie prewencyjny nalot na Iran, jeśli zbliży się do zdobycia broni jądrowej. Ostrzegając przed niebezpieczeństwami zachodniej konfrontacji z Iranem, w których nieumyślnie „stopniowa eskalacja mogła stać się wojną nuklearną”, Castro „jednoznacznie” bronił prawa Izraela do istnienia i potępienia antysemityzmu, krytykując niektóre poglądy z retoryki wobec Izraela Mahmuda Ahmadineżada, prezydenta Iranu, przez które stosunki Iran-Izrael stały się coraz bardziej wrogie:
Nie sądzę, by ktokolwiek został bardziej zniesławiony niż Żydzi. Powiedziałbym znacznie więcej niż muzułmanie. Zostali oni obciążeni oszczerstwami znacznie bardziej niż muzułmanie, ponieważ są obwiniani i oczerniani za wszystko. Iran musi zrozumieć, Żydzi zostali wyrzuceni z ich kraju, prześladowani i maltretowani na całym świecie, jako ci, którzy zabili Boga. Żydzi przeżyli istnienie znacznie trudniejsze niż nasze. Nic nie może się równać z Holokaustem.
Zapytany przez Goldberga, czy powie Ahmadineżadowi te same rzeczy, Castro odpowiedział: „Mówię to, abyście mogli to przekazać”. Castro „skrytykował Ahmadineżada za odmowę Holokaustu i wyjaśnił, dlaczego irański rząd lepiej służy sprawie pokoju, uznając” wyjątkową „historię antysemityzmu i próbując zrozumieć, dlaczego Izraelczycy obawiają się o swoje istnienie”.

## Odbiór publiczny
Nosząc mundury w stylu wojskowym i prowadząc masowe demonstracje, Castro wyobraził sobie obraz wiecznego rewolucjonisty. Najczęściej był widywany w strojach wojskowych, ale jego osobisty krawiec Merel Van 't Wout przekonał go, by od czasu do czasu przestawił się na garnitur. Castro jest często określany jako „Comandante” („dowódca”), ale jest również nazywany „El Caballo” („The Horse”), wytwórnia, która po raz pierwszy została przypisana kubańskiemu artyście Benny Moré, który po usłyszeniu Castro przechodzi w nocy w Hawanie ze swoją świtą wykrzyknął: „Oto koń!”.
Podczas rewolucji kubańskiej rebelianci znali Castro jako „Gigant”. Ogromne rzesze ludzi zbierały się, by dopingować ogniste przemowy Castro, które zwykle trwały wiele godzin. Wiele szczegółów dotyczących życia prywatnego Castro, szczególnie z udziałem członków jego rodziny, jest skąpych, ponieważ nie wolno o nich mówić w mediach Obraz Castro pojawia się często w sklepach kubańskich, salach lekcyjnych, taksówkach i telewizji krajowej. Mimo to Castro oświadczył, że nie promuje kultu osobowości.
Castro podjął względnie społecznie konserwatywne stanowisko w wielu kwestiach, przeciwstawiając się zażywaniu narkotyków, hazardowi i prostytucji, które uważał za moralne zło. Zamiast tego opowiadał się za ciężką pracą, wartościami rodzinnymi, uczciwością i samodyscypliną.